# Sultan Ali ibn Rustem
Sultan Ali ibn Rustem (1404-1423) fou un príncep timúrida fill de Rustem ibn Umar Xaikh. Iskandar, que el 1411 dominava Fars i Esfahan va considerar inconvenient la presència a Esfahan de Sultan Ali (aleshores de 7 anys), d'on havia estat expulsat el seu pare, en ser el infant un potencial pretendent a la sobirania, i el va expulsar del país cap al Khurasan. El seguici del jove príncep va arribar al Khurasan i fou rebut per Xah Rukh, podent baixar la ma de l'emperador.
El 1414 el seu pare el va portar altre cop a Esfahan, on va morir el 1423 amb 19 anys, un o dos anys abans que el seu pare.

## Referència
1. ↑  Manuscrit persa Matla-assadein ou-madjma albahrein, a Notices et extraits de la bibliotheque du Roi et autres bibliotheques, tome qatorzieme (volum 14), accesible a Google books, pàg. 196.